# Popa spurca
Popa spurca es una especie de mantis de la familia Mantidae.

## Distribución geográfica
Se encuentra en Angola, Ghana, Guinea, Camerún,  Congo, Mozambique, Namibia, Togo, Zimbabue y en La Provincia del Cabo, Natal y Transvaal en (Sudáfrica).